# Aargletscher
Die Aargletscher sind eine Gletschergruppe in den östlichen Berner Alpen am Finsteraarhorn.
Es sind vier gewaltige Eisströme, die aus den Firnmulden der Finsteraarhorngruppe in den Hintergrund des Haslitals hinabsteigen; zunächst der Oberaargletscher, dessen Abfluss die Aare bildet, die nach kurzem Lauf den Abfluss des Unteraargletschers aufnimmt. Dieser letztere entsteht aus der Vereinigung zweier höher gelegener Eisströme, die von den Hochtälern am Schreckhorn herabsteigen und unter sich durch den Felsgrat der Lauteraarhörner getrennt werden, nämlich des Lauteraargletschers und des Finsteraargletschers, welch letzterer am Fuss des Finsteraarhorns vorbeizieht.
Die Aargletscher haben durch die naturwissenschaftlichen Studien von Franz Joseph Hugi (1827) sowie von Louis Agassiz, Édouard Desor, Carl Vogt und Hercule Nicolet (1840–53) ein erhöhtes Interesse gewonnen. Die Forscher interessierten sich vor allem für die Fliessgeschwindigkeit von Gletschern. Die von Josef Hugi auf dem Aargletscher errichtete Hütte, die als Forschungsstation diente, veränderte ihre Lage von 1827 bis 1830 um 100 m, bis 1836 um 724 m und bis 1842 um 1428 m.
Die Aargletscher reichten während der letzten Kaltzeiten bedeutend weiter nach Norden und vereinigten sich im Mittelland mit dem Rhonegletscher im Südwesten und dem Rheingletscher im Nordosten.

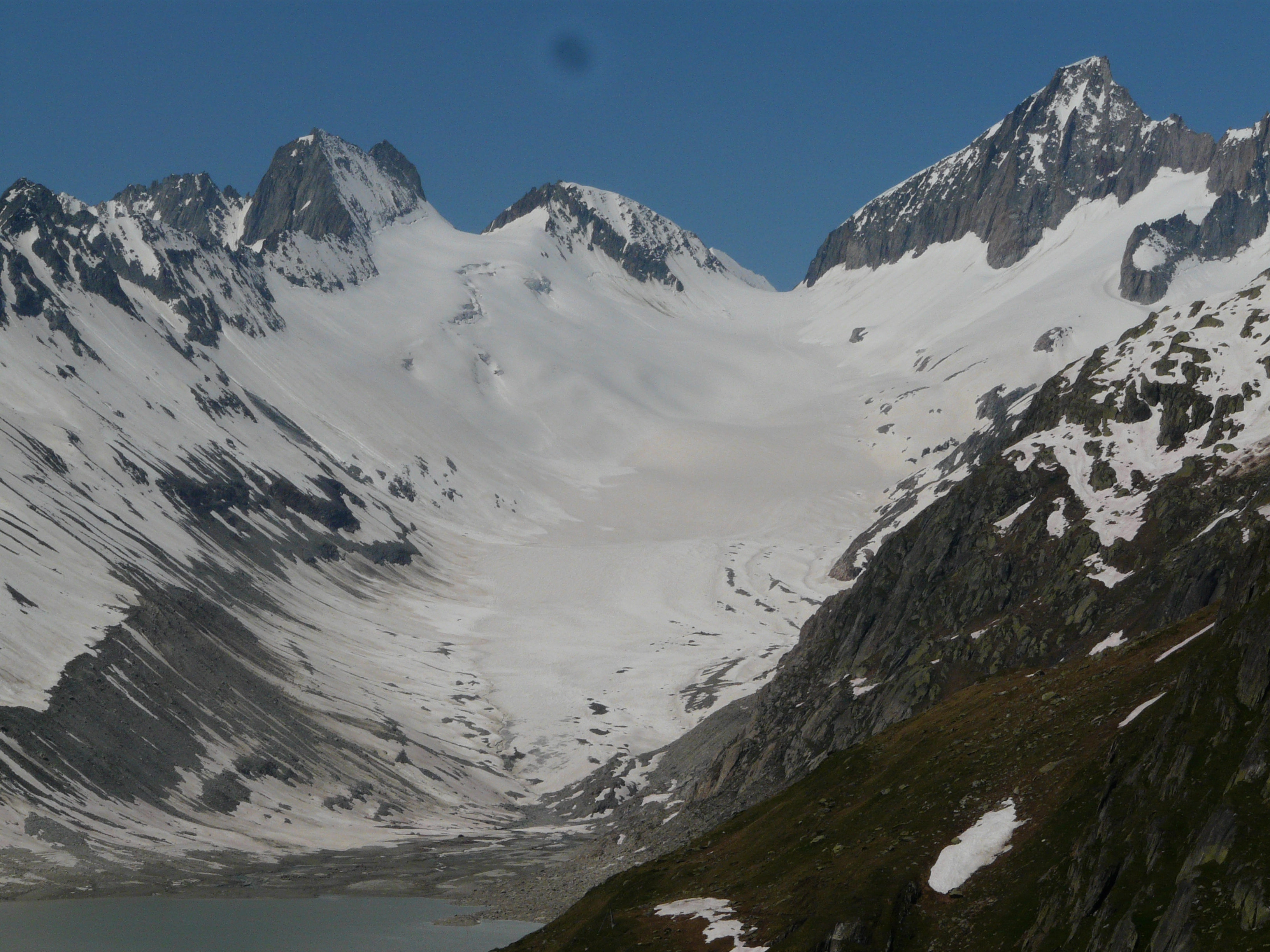
Oberaargleschter
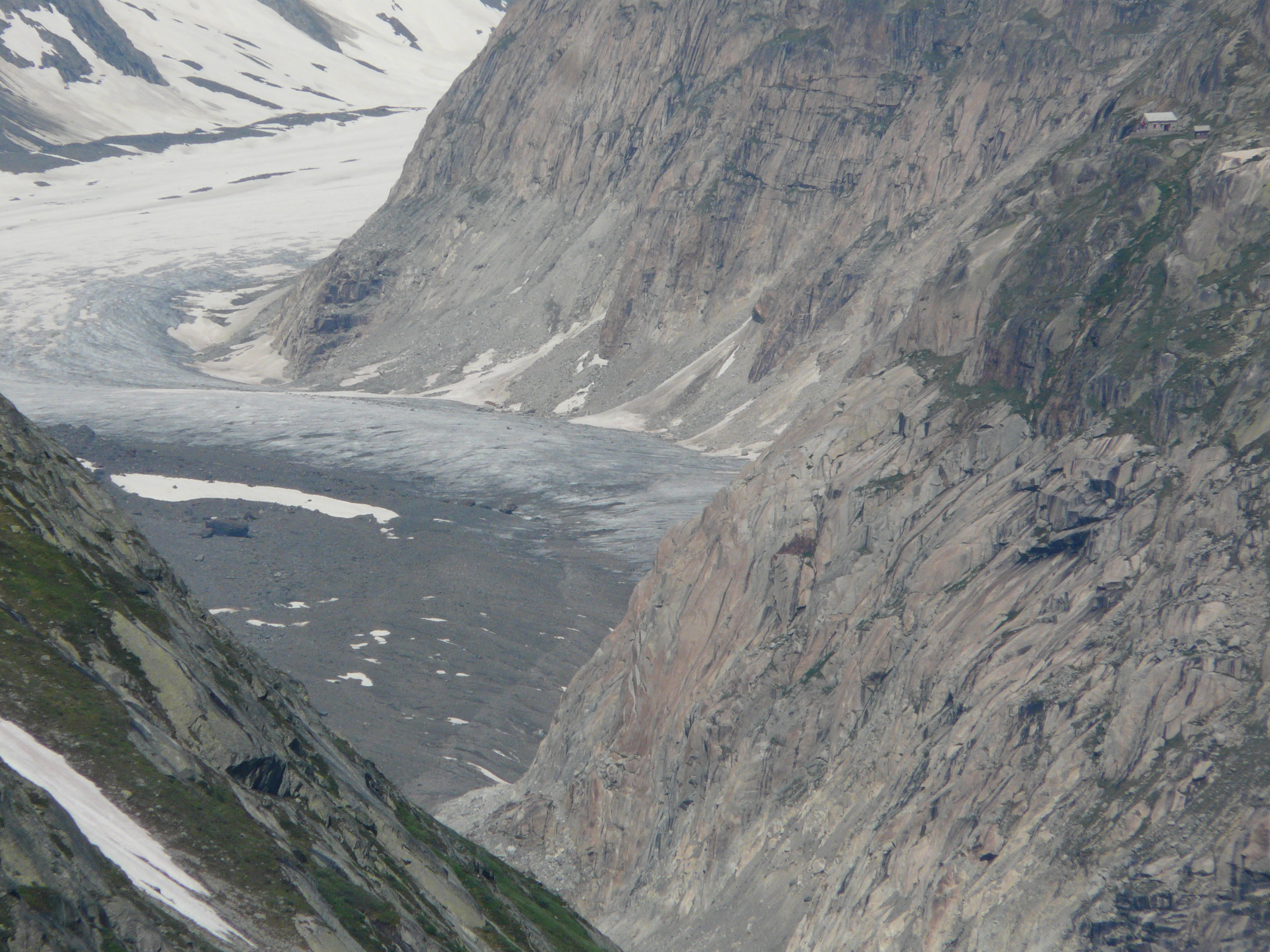
Lauteraargletscher mit der Lauteraarhütte
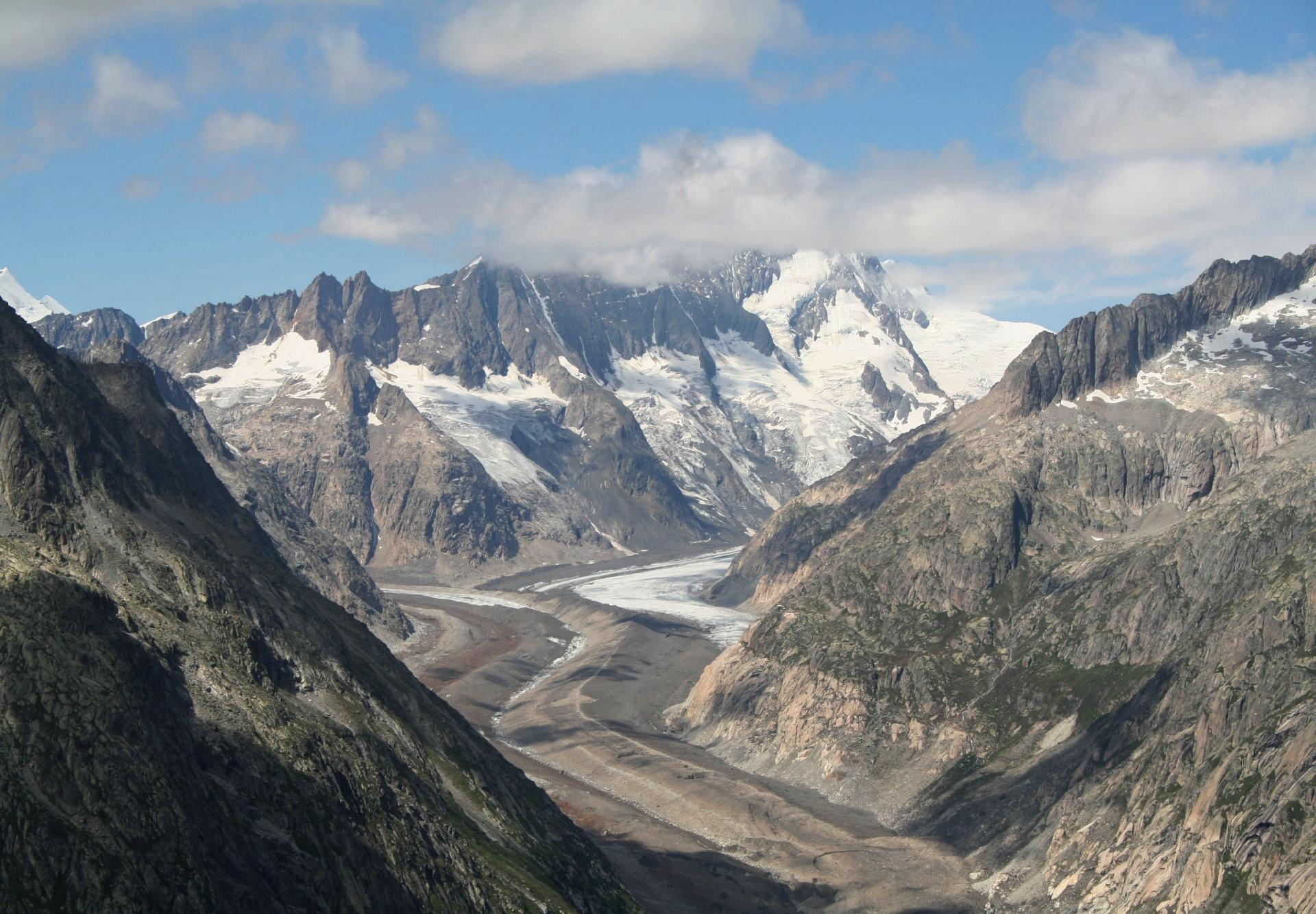
Unteraargletscher
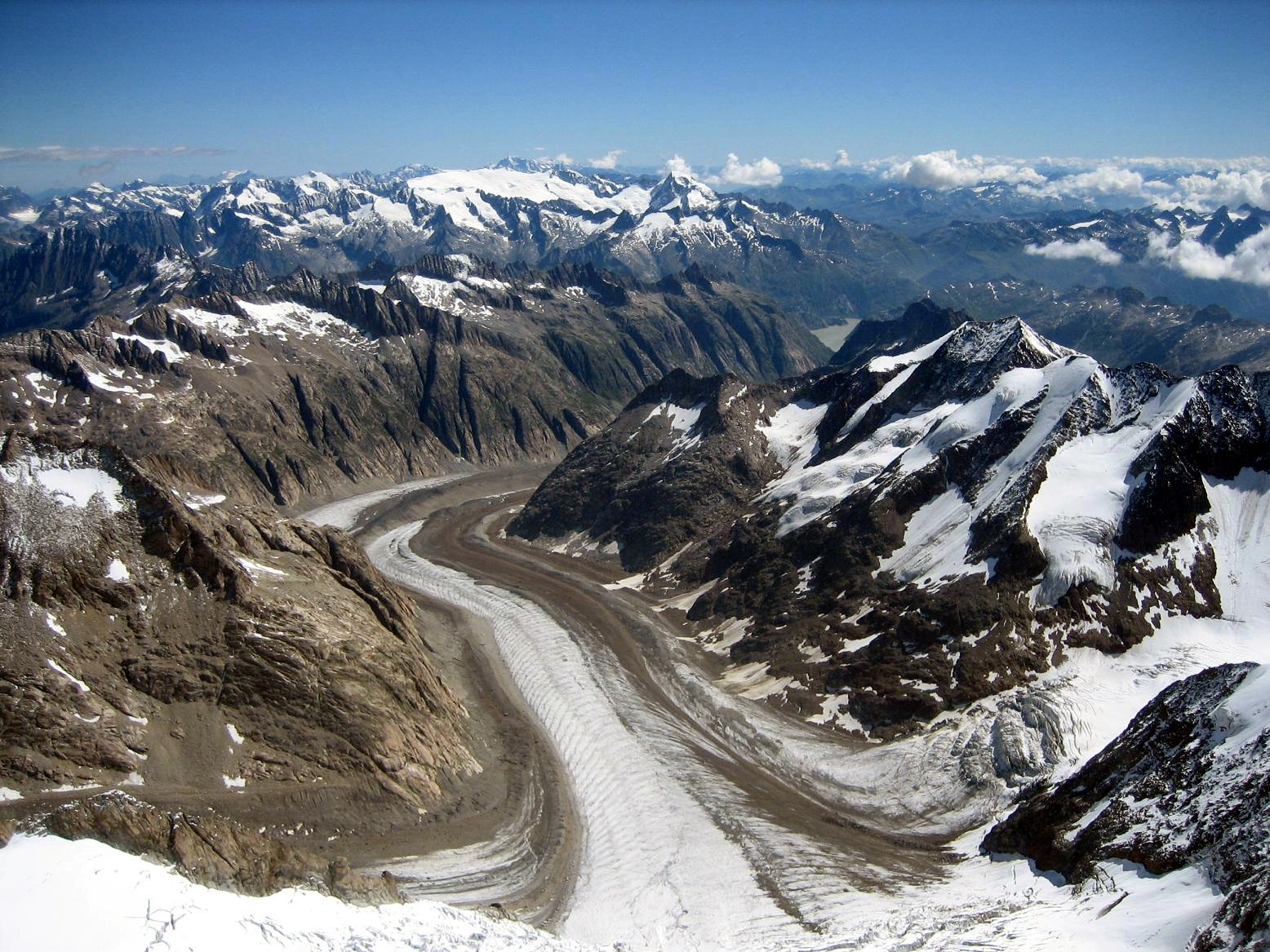
Finsteraargletscher